# Nové Hrady (Ústí nad Orlicí-i járás)
Nové Hrady település Csehországban, az Ústí nad Orlicí-i járásban. Nové Hrady Zderaz, Bor u Skutče, Nová Ves u Jarošova, Leština, Chotovice és Příluka településekkel határos. Lakosainak száma 308 fő (2024. január 1.).

## Népesség
A település lakosságának változását az alábbi diagram mutatja:
| Lakosok száma | 1062 | 1037 | 923  | 575  | 408  | 284  | 295  | 305  | 296  | 308  |
|               | 1869 | 1890 | 1921 | 1950 | 1980 | 2001 | 2017 | 2019 | 2022 | 2024 |